# Prova d'aptitud per a llengües estrangeres MLAT-ES
La prova d'aptitud per a llengües estrangeres (versió de primària en castellà MLAT-ES) és una adaptació en llengua espanyola de la prova en llengua anglesa (MLAT-E), desenvolupada pels doctors John Carroll i Stanley Sapon. La prova es va dissenyar per mesurar l'aptitud per a les llengües estrangeres d'un estudiant, és a dir, la facilitat (o dificultat) per aprendre una llengua estrangera. La MLAT-ES és apropiada per a alumnes de 8 a 11 anys.
La MLAT-ES va ser desenvolupada pel personal de la Fundació d'Avaluació de Segones Llengües (en anglès, la Language Learning and Testing Foundation, Inc.) durant l'any lectiu 2004-2005, juntament amb diverses escoles d'Amèrica Llatina i Espanya per a nens de països predominantment hispanoparlants, així com per a nens natius de l'idioma espanyol als Estats Units.
La prova d'aptitud per a llengües estrangeres -versió en anglès MLAT-E- es basa en la ben coneguda Prova d'aptitud per a llengües modernes, MLAT. La MLAT va ser concebuda per mesurar l'aptitud per a llengües estrangeres dels estudiants de més de catorze anys, però la prova que es va publicar originalment l'any 1967 es va dissenyar per a nens de 8 a 11 anys. La Language Learning and Testing Foundation publica actualment aquestes proves. De la mateixa manera, el MLAT-ES té una adaptació al català, el MLAT-EC (Suárez 2010).

## Treball de John Carroll sobre l'aptitud per a llengües estrangeres
L'aptitud per a les llengües estrangeres s'ha definit com la facilitat o la quantitat de temps que necessita un individu per aconseguir cert nivell de competència en una llengua estrangera. Com amb moltes mesures d'aptitud, es creu que l'aptitud per aprendre llengües estrangeres és relativament estable durant la vida d'un individu.
John B. Carroll, un influent psicòleg del camp de la lingüística educativa, va desenvolupar una teoria sobre certs grups d'habilitats que afecten l'aptitud per aprendre una llengua, que estan separats de la intel·ligència verbal i de la motivació. En usar aquestes quatre habilitats diferents, Carroll va desenvolupar la MLAT, una prova de l'aptitud per a les llengües estrangeres per a adults.
Les habilitats que Carroll va identificar són:
- La codificació fonètica: habilitat per percebre diferents sons, associar un símbol amb el so i recordar aquesta associació
- La sensibilitat gramatical: habilitat per reconèixer la funció gramatical d'un element lèxic (paraula, frase, etc.) en una oració sense un entrenament explícit en gramàtica
- Habilitat d'aprenentatge per associació: habilitat per aprendre les associacions entre paraules en una llengua estrangera i els seus significats, i per recordar aquesta associació
- Habilitat inductiva d'aprenentatge: habilitat per inferir o induir les regles que regeixen l'estructura d'un idioma.

## Descripció de la MLAT-ES
Atès que tant la MLAT com la MLAT-E es van crear per a parlants natius de l'anglès, i davant del valor potencial de fer proves a parlants natius d'altres llengües, els doctors Charles Stansfield i Daniel Reed van crear un marc per adaptar la MLAT a fi d'usar-la amb parlants natius d'altres llengües a més de l'anglès. La prova d'aptitud per a llengües estrangeres—versió de primària en castellà (MLAT-ES) va ser la primera prova d'aquest tipus que es va desenvolupar dins d'aquest marc adaptable.
Tres de les parts de la MLAT-E (i la MLAT-ES) són adaptacions de parts de la MLAT per a nens més joves; una part és nova. Aquestes parts mesuren trets que es van inferir d'una anàlisi factorial i que poden descriure's de la següent manera:

### 1. Paraules ocultes
En usar vocabulari apropiat per a nens de 8 a 11 anys, aquesta secció mesura no només el coneixement de vocabulari en la llengua nativa, sinó també l'habilitat d'associar els símbols amb el so.
Aquesta part correspon a la secció de claus ortogràfiques de la MLAT. L'escriptura fonètica utilitzada en la MLAT per mesurar aquestes habilitats juntament amb la memòria de sons del parla no es va fer servir ni en la MLAT-ES, ni en la MLAT-E perquè es va considerar molt difícil per a nivells escolars més baixos.

### 2. Paraules que es corresponen
Aquesta secció es va dissenyar per mesurar la sensibilitat a l'estructura gramatical sense usar la terminologia de la gramàtica formal. Instruccions orals i exemples ensenyen als alumnes a reconèixer la funció que exerceix en l'oració una determinada paraula, i a trobar la paraula que exerceix una funció similar en una altra oració.
Aquesta secció correspon a la secció de les paraules en oracions de la MLAT.

### 3. Paraules que rimen
Aquesta secció mesura l'habilitat per sentir sons del parla demanant-los als estudiants que triïn paraules que rimen una amb l'altra.
Aquesta secció es va desenvolupar exclusivament per a les versions de primària de la MLAT-E i la MLAT-ES.

### 4. Números en un altre idioma
En aquesta secció els estudiants aprenen els noms dels números en una llengua artificial. Després de practicar-ne el reconeixement i les seves combinacions, l'estudiant escolta una sèrie de números en la nova llengua i els escriu. Aquesta part es va dissenyar per mesurar el component de la memòria.
Aquesta secció correspon a la secció d'aprenentatge de nombres de la MLAT (Number Learning). Al nivell més alt, en la MLAT, es va trobar que "la part també té una variànça específica bastant gran, la qual cosa es pot interpretar com un factor especial d'alerta auditiva que podria exercir un paper en la comprensió auditiva d'una llengua estrangera" (Carroll and Sapon, 1959).

## Proves pilot i estudi normatiu
Les proves pilot de la MLAT-ES es van fer a Costa Rica. Es va administrar la MLAT-ES a 235 alumnes dels cursos de quart a sisè. Després d'una anàlisi d'ítems i d'altres anàlisis estadístiques, es van seleccionar els millors ítems per crear una versió normativa de la MLAT-ES. Durant l'any lectiu 2004-2005, es va dur a terme un estudi per establir les normes internacionals (patrons típics de les distribucions de puntuacions) per a la prova. E l''estudi hi van participar uns 1.200 estudiants d'escoles públiques i privades de Costa Rica, Colòmbia, Mèxic i Espanya. Dur a terme l'estudi amb participants de països la llengua predominant dels quals és l'espanyol, en comptes de fer-ho als Estats Units, va assegurar que els estudiants tinguessin la competència i els coneixements en castellà per poder examinar de manera adequada la seva aptitud per a les llengües estrangeres.
En utilitzar els resultats de l'estudi normatiu, es van usar més anàlisis estadístiques per crear la versió final de la MLAT-ES. Les normatives també es van incloure en la guia per administrar la prova per a nens del tercer al setè curs (de 8 a 12 anys).

## Usos de la MLAT-ES[calcitació]
La MLAT-ÉS es va desenvolupar per als nens natius de l'espanyol de 8 a 11 anys i es pot usar tant a països on la llengua predominant és l'espanyol, com als Estats Units amb nens que sàpiguen llegir i escriure en espanyol.
Ús als països hispanoparlants
- S'agrega a la bateria de tests psicomètrics que s'usen per diagnosticar diversos problemes d'aprenentatge, inclosa la discapacitat per aprendre una llengua estrangera.
- Compara les puntuacions dels estudiants a les normatives internacionals per a nens hispanoparlants.
- Aconsella els estudiants identificats amb una aptitud per a llengües estrangeres baixa o alta. Els estudiants es col·locaran en una classe amb companys que tinguin una habilitat similar perquè puguin aprendre a un ritme ideal. Als estudiants que tinguin una alta aptitud per a les llengües estrangeres se'ls aconsellarà que comencin d'hora l'estudi d'un idioma estranger.

Ús als països angloparlants
- Ajuda en el diagnòstic d'un problema d'aprenentatge de llengües estrangeres amb alumnes hispanoparlants que tinguin dificultats aprenent anglès.
- Guia l'estudi de llengües estrangeres en casos en els quals la llengua dominant de l'alumne sigui l'espanyol per obtenir resultats que reflecteixin amb precisió l'aptitud per a les llengües estrangeres que tingui l'alumne.

Ús als països angloparlants o hispanoparlants
- Desenvolupar perfils de les habilitats i febleses de tots els alumnes que puguin servir d'informació per a l'ensenyament de les llengües estrangeres (inclòs l'anglès).
- Crear taules d'expectatives que mostrin la relació entre les puntuacions d'aptitud per a les llengües estrangeres i les notes rebudes a les classes de llengua estrangera (inclòs l'anglès com a segona llengua).

Ús en recerca en lingüística aplicada
- El MLAT-ES pot utilitzar-se per a estudis de recerca en adquisició de llengües. Fins avui, s'ha utilitzat en la validació del test tenint en compte el desenvolupament cognitiu a la franja d'edat coberta pel test per Maria del Mar Suárez (2010). Els resultats obtinguts vindrien a confirmar que l'aptitud no és estable en els nens, al contrari del que es creu en la població adulta. Al contrari que en altres estudis previs, no es va trobar relació entre aptitud mesurada pel MLAT-ES en l'estudi de D. Rosa (2011) encara que l'aptitud mesurada pel MLAT-ES explicava al costat de la motivació, un 68 % de la variança en les mesures de proficiència utilitzades.